# Oligotrichum erosum
Oligotrichum erosum là một loài rêu trong họ Polytrichaceae. Loài này được (Hampe) Lindb. mô tả khoa học đầu tiên năm 1867.